# دركار
دركار أو كما يطلق عليها سكانها المحليون بدركار العجم (بالكردية: دەركار عەجەم أو Derkar Ecem) وهي إحدى النواحي التابعة لقضاء زاخو في محافظة دهوك في إقليم كردستان العراق، تقع المدينة على بعد 15 كيلومترا شمال شرق زاخو، يتمركز بها قبيلة السندية وهم سكانها والأغلبية بها.
شهدت البلدة عددًا من المناوشات الحدودية مع تركيا.

## معرض الصور

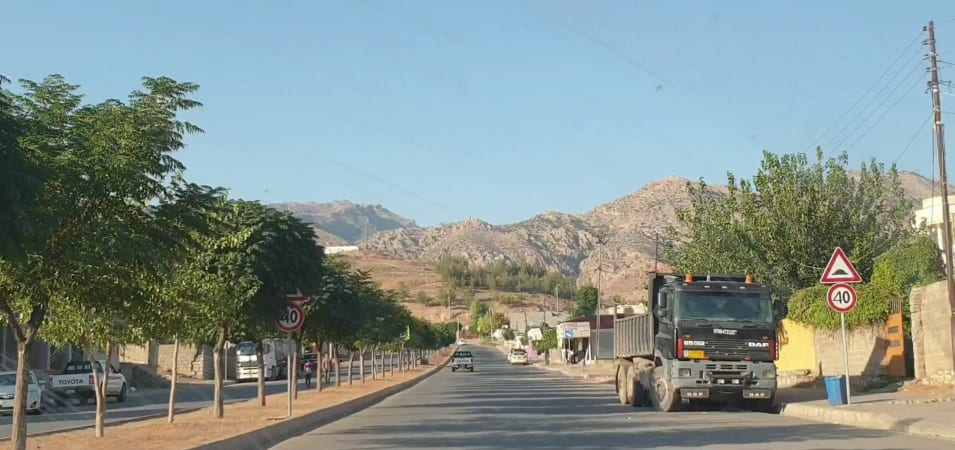
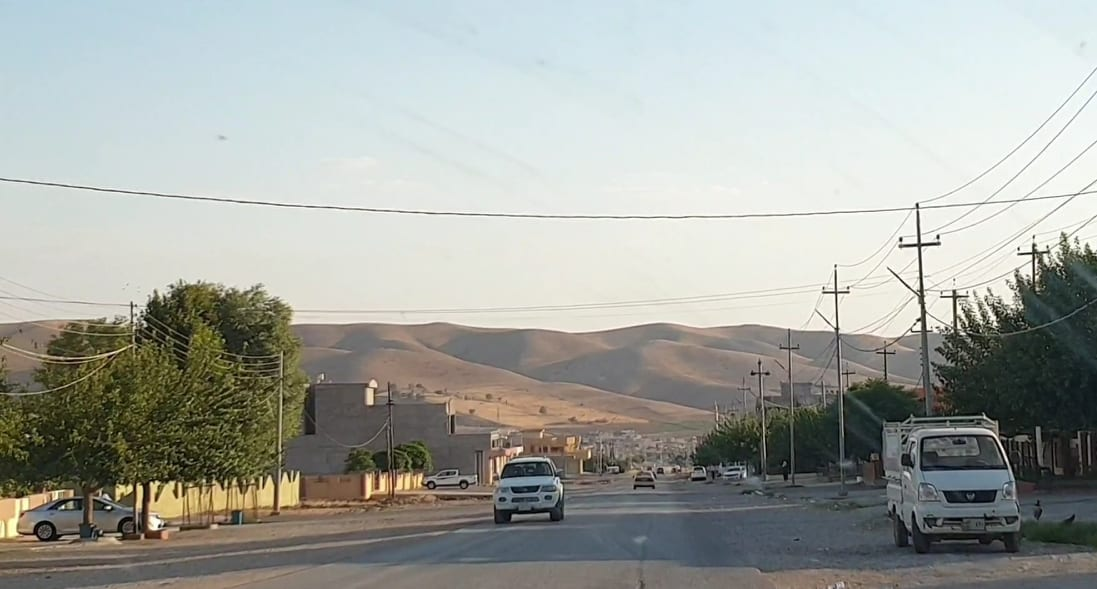

## أنظر أيضًا
- هيزاوا

## روابط خارجية
- الموقع الرسمي لمجلس محافظة دهوك